# 民航飛機
民航飛機，又名民航機，依據實際用途區分為主要用作接載乘客的客機及主要用作運載貨物的貨機。一般來說，民航客機是體積大、載客量多的集體運輸工具，來往於城市之間。跟軍用飛機相比，民航飛機較不着重於飛機機動性能，例如高爬升率等；民航飛機較着重於飛機經濟性以及可靠度，例如油耗、大修間隔等因素。

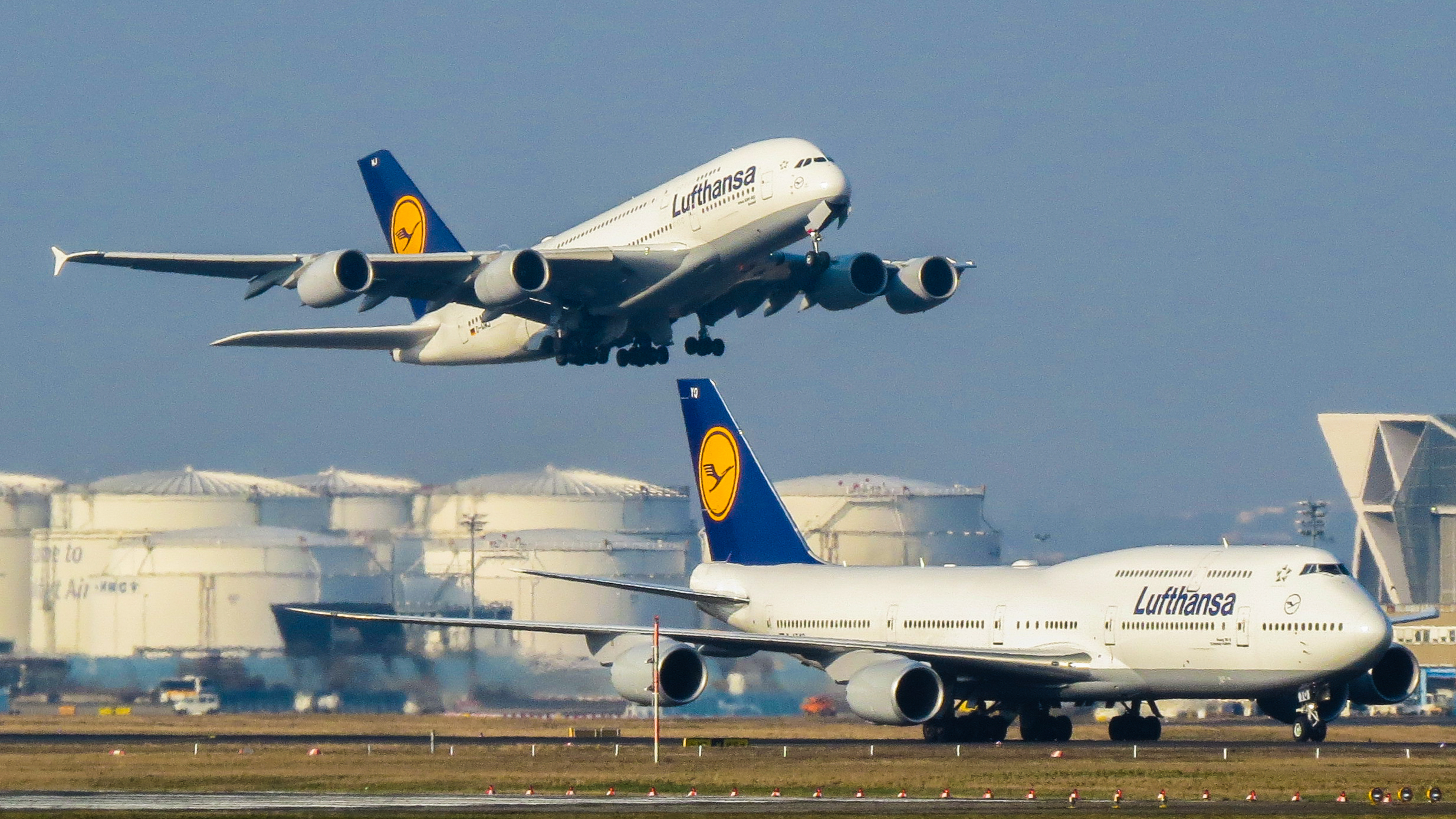
汉莎航空的空中巴士A380-800(遠)和波音747-8I(近)

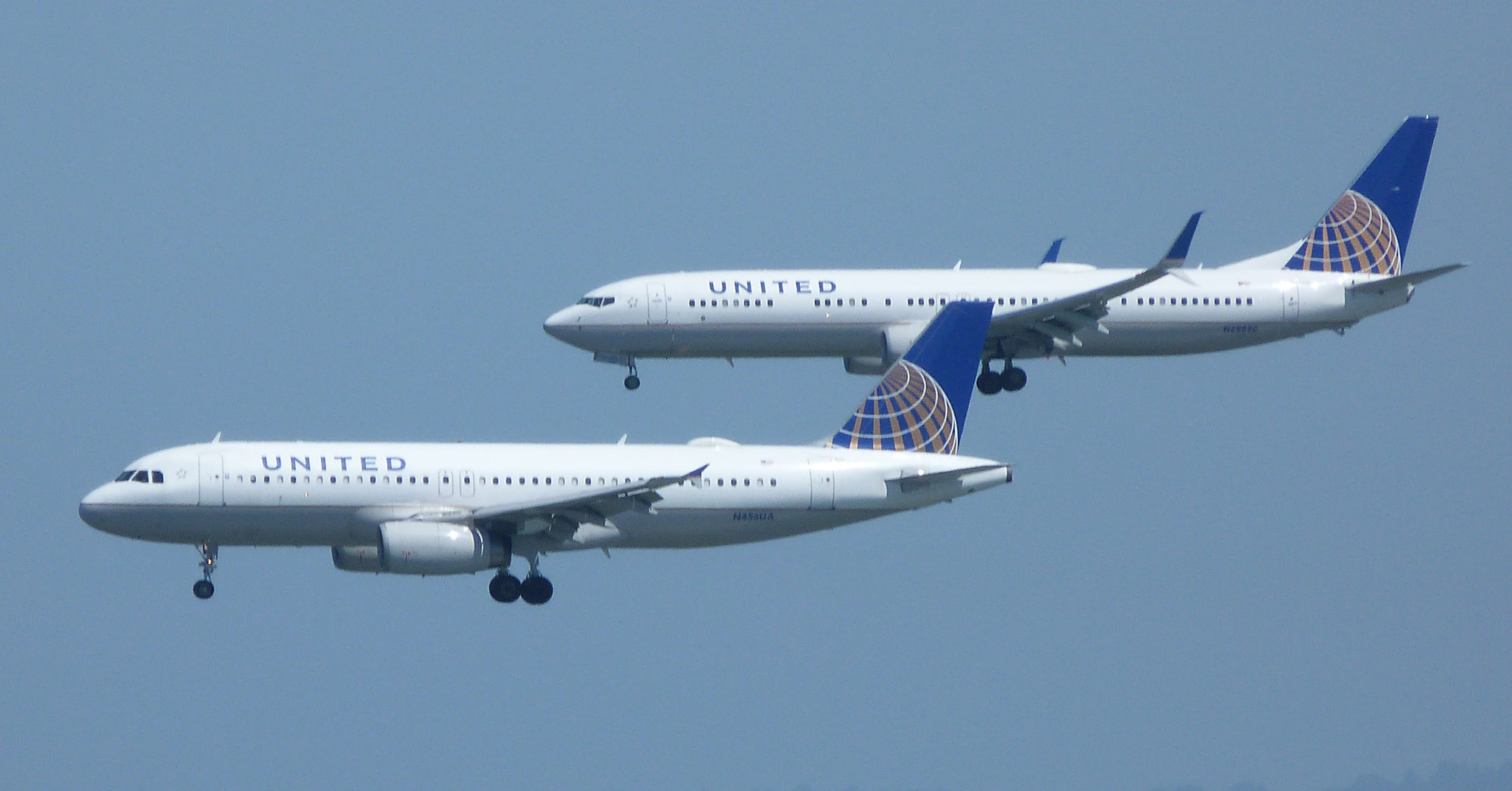
美聯航的空中巴士A320(近)和波音737-800(遠)

## 型號
生產中，服役中
- 空中巴士：空中巴士A220、空中巴士A320neo系列、空中巴士A330neo、空中巴士A350
- ATR：ATR 42、ATR 72
- 中國航空工業集團：運-12、新舟60
- 波音：波音737 MAX、波音767-300F、波音787、波音777F
- 中國商飛：中國商飛C909、中國商飛C919
- 巴西航空工業公司：巴西航空工業E系列、巴西航空工业E2系列
- 通用原子：多尼爾228
- 萊特庫諾維采：Let L-410
- 德事隆航空（英语：Textron Aviation）：塞斯纳408（英语：Cessna 408）
- 聯合航空製造公司：苏霍伊超级喷气机100、圖-204、伊爾-96
- 维京航空 (加拿大)：維京航空DHC-6

已停產，服役中
- 空中巴士：空中巴士A300、空中巴士A310、空中巴士A340、空中巴士A380
- 安托諾夫國營公司：安托諾夫An-24、安托諾夫An-28、安托諾夫An-38、安托諾夫An-148
- 貝宜系統：捷流31、捷流41、霍克薛利HS 748（英语：Hawker Siddeley HS 748）、BAe ATP、BAe 146
- 波音：波音717、波音727、波音747、波音757、道格拉斯DC-3、道格拉斯DC-4、道格拉斯DC-6、道格拉斯DC-8、麦道DC-9、麦道MD-80、麦道DC-10、麦道MD-11
- 龐巴迪宇航：肖特330、肖特360
- 德意志飛機（英语：Deutsche Aircraft）：多尼爾328、費爾柴爾德-多尼爾328JET（英语：Fairchild Dornier 328JET）
- 巴西航空工業公司：巴西航空工業EMB 110、巴西航空工業EMB 120、巴西航空工業ERJ系列
- 費爾柴爾德：費爾柴爾德梅特羅
- 福克公司：福克F27、福克50、福克70、福克100
- 通用動力：康維爾CV-240系列
- 洛克希德·馬丁：洛克希德L-188
- 三菱重工：龐巴迪CRJ
- 紳寶集團：薩博340、紳寶2000
- 德事隆航空（英语：Textron Aviation）：比奇1900
- 聯合航空製造公司：雅克-40（英语：YAK-40）、伊爾-18、雅克-42、圖-134、圖-154、伊爾-62
- 维京航空 (加拿大)：德哈維蘭加拿大DHC-7（英语：de Havilland Canada DHC-7）、德哈維蘭加拿大DHC-8

開發中
- 中國航空工業集團：新舟700
- 波音：波音777X、波音新中型飛機（英语：Boeing New Midsize Airplane）
- 中國商飛：中國商飛C929
- 德薩爾（葡萄牙語：Desaer）：ATL-100（葡萄牙語：Desaer ATL-100）
- 德意志飛機（英语：Deutsche Aircraft）：D328eco
- 巴西航空工業公司：新一代渦槳（英语：Embraer next-generation turboprop）
- 印度斯坦航空有限公司：NAL薩拉斯（英语：NAL Saras）、HAL/NAL支線運輸機（英语：HAL/NAL Regional Transport Aircraft）
- 印尼航太：印尼航太N-219（英语：Indonesian Aerospace N-219）、印尼航太N-245（英语：Indonesian Aerospace N-245）
- 聯合航空製造公司：伊爾-114-300、伊爾庫特MC-21

## 相關
- 航空
- 民用航空
- 幹線航空（英语：Mainline (aeronautics)）
- 商用航空
- 飛機餐
- 飛行員
- 空中乘务员
- 頭等艙
- 商務艙
- 優質經濟艙
- 經濟艙
- 包機
- 商務噴射機
- 支線飛機
- 窄體飛機
- 廣體飛機
- 民用飛機列表